# Orpheum Stiftung zur Förderung junger Solisten
Die Orpheum Stiftung zur Förderung junger Solisten ist eine Schweizer Stiftung internationaler Ausrichtung mit Sitz in Zürich. Ihr Ziel ist es, angehende Solisten im klassischen Musikbereich zu fördern.

## Tätigkeit
Die Stiftung veranstaltet regelmässig Konzerte und Festivals mit Orchestern und Dirigenten, in deren Rahmen junge Musiker die Chance für solistische Auftritte erhalten. Eine regelmässige Zusammenarbeit pflegt die Stiftung mit dem Tonhalle-Orchester Zürich und dem Tschaikowsky-Symphonieorchester des Moskauer Rundfunks. Im Zentrum der Förderidee steht das Künstlerische Kuratorium. Deren Mitglieder empfehlen der Stiftung Talente zur Förderung. Auch die jeweiligen Gastdirigenten haben die Möglichkeit, junge Solisten vorzuschlagen. Darüber hinaus wurde ein Bewerbungsverfahren etabliert, um auch junge Solisten (bzw. deren Agenturen) die Möglichkeit zu geben, sich der Stiftung anzubieten. Die definitive Auswahl verantwortet der Künstlerische Leiter der Stiftung, Howard Griffiths.
Die Konzerte und Festivals gelten in Zürich als etablierte, hochkarätige Anlässe. Ein prominent besetztes  Patronatskomitee dokumentiert die gesellschaftliche und kulturelle Position der Stiftung.
Den geförderten Solisten werden Erfahrungen auf höchstem künstlerischen Niveau ermöglicht. Sie erhalten die Möglichkeit, wichtige Beziehungen aufzubauen und die Aufnahmen ihrer Auftritte für weitere Karriereschritte einzusetzen.

## Anforderungen
18- bis in der Regel 25-, maximal 30-jährig, unabhängig von Herkunft und Religionszugehörigkeit. Höchste musikalische und technische Fähigkeiten, eine aussergewöhnliche Ausstrahlung und dem Berufsbild des Solisten angemessene Persönlichkeitskompetenzen werden vorausgesetzt.
Orpheum ist kein Wettbewerb und vergibt keine Stipendien.

## Geschichte
Am 21. Februar 1990 wurde die  Stiftung in Zürich von kulturbewussten Unternehmern unter der Führung von Hans Heinrich Coninx gegründet. Die Finanzierung war von Anfang an auf rein privatwirtschaftlicher Basis angelegt. Anlass zur Gründung der Stiftung war die Erkenntnis, dass es für junge hochbegabte  Musiker selbst nach dem Gewinn eines renommierten Wettbewerbs oft schwierig bleibt, den Einstieg ins internationale Musikleben nachhaltig zu schaffen. An diesem Punkt engagiert sich die Stiftung, indem sie den jungen Solisten die Möglichkeit gibt, Konzerte mit prominenten Orchestern und Dirigenten zu bestreiten. Vor diesem Hintergrund fand 1991 das erste Festival in Bad Ragaz statt. Seit 1994 findet alle zwei Jahre ein Festival unter dem Titel Internationale Orpheum Musikfesttage zur Förderung junger Solisten in der Tonhalle Zürich statt. Darüber hinaus werden diverse Nachförderungsaktivitäten angeboten und Extrakonzerte in der Schweiz und im Ausland durchgeführt. Seit 2013 ist die Bank Julius Bär Presenting Partner der Orpheum Stiftung.

## Leitung
- Künstlerischer Leiter: Howard Griffiths
- Präsident: Hans Heinrich Coninx
- Geschäftsleiter: Thomas Pfiffner